# Sean Giambrone
Sean Giambrone (St. Joseph, 30 maggio 1999) è un attore e doppiatore statunitense, noto per aver interpretato Adam Goldberg nella serie TV The Goldbergs.

## Carriera
Nato in Michigan, negli Stati Uniti, da una famiglia di origini italiane e tedesche, si trasferisce a Park Ridge, in Illinois. 
All’età di 9 anni appare in vari spot pubblicitari, tra i quali quello del McDonald's. Nel 2012 ottiene una parte nel film I Heart Shakey. Il successo arriva nel 2013, quando prende parte al cast della serie televisiva The Goldbergs, interpretando Adam Goldberg, il più giovane della famiglia. 
Giambrone è anche un doppiatore, infatti ha prestato la sua voce in vari episodi di serie animate, come Adventure Time e Clarence.

## Filmografia

### Attore

#### Cinema
- I Heart Shakey, regia di Kevin Cooper (2013)

#### Televisione
- The Goldbergs – serie TV, 140 episodi (2013-2023)
- R. L. Stine's The Haunting Hour – serie TV, episodio 4x01 (2014)
- Mark & Russell's Wild Ride, regia di Jonathan A. Rosenbaum – film TV (2015)
- Kim Possible, regia di Zach Lipovsky e Adam B. Stein – film TV (2019)

### Doppiatore
- Clarence – serie animata, 88 episodi (2014-2018)
- Russell Madness, regia di Robert Vince (2015)
- Emoji - Accendi le emozioni (The Emoji Movie), regia di Tony Leondis (2017)
- Adventure Time – serie animata, episodio 10x13 (2018)
- Big Hero 6 - La serie (Big Hero 6: The Series) – serie animata, 8 episodi (2018)
- Ralph spacca Internet (Ralph Breaks the Internet), regia di Phil Johnston e Rich Moore (2018)
- Rapunzel - La serie (Tangled: The Series) - serie animata, 3x05 (2019)
- Julie and the Phantoms - serie televisiva (2020)
- Jurassic World - Nuove avventure (Jurassic World Camp Cretaceous) – serie animata (2020-2022)
- Jurassic World - Teoria del caos (Jurassic World: Chaos Theory) – serie animata (2024-in corso)

## Doppiatori italiani
Nelle versioni in italiano delle opere in cui ha recitato, Sean Giambrone è stata doppiata da:
- Riccardo Suarez in The Goldbergs
- Emanuele Suarez in Kim Possible

Da doppiatore è sostituito da:
- Tito Marteddu in Jurassic World - Nuove avventure, Jurassic World - Teoria del caos
- Antonella Baldini in Clarence
- Manuel Meli in Emoji - Accendi le emozioni
- Tommaso Di Giacomo in Big Hero 6 - La serie
- Gabriele Patriarca in Ralph spacca Internet
- Riccardo Suarez in Solar Opposites
- Goffredo Marsiliani in Carol e la fine del mondo